# 301 (Album)
301 ist das vierzehnte Album des schwedischen Jazz-Trios Esbjörn Svensson Trio. Es entstand an zwei freien Tagen während einer Asien- und Australien-Tournee des Trios im Studio 301 in Sydney und ist das zweite Album, das nach Svenssons Tod im Jahre 2008 veröffentlicht wurde. Das Vorgänger-Album Leucocyte entstand bei derselben Session.

## Titelliste
1. Behind the Stars  3:44
2. Inner City, City Lights  11:48
3. The Left Lane  13:37
4. Houston, the 5th  3:34
5. Three Falling Free, Part I  5:49
6. Three Falling Free, Part II  14:30
7. The Childhood Dream  8:02

## Inhalt
Im Gegensatz zu dem bei der Kritik nicht besonders gut beurteiltem Leucocyte-Album ist 301 eine Veröffentlichung in der Tradition der Vorgänger wie Tuesday Wonderland oder Viaticum und vielleicht eines der stärksten E.S.T.-Alben überhaupt. Nach einer sehr erfolgreichen Deutschland-Tour schien die Band auf dem Höhepunkt ihres Schaffens zu sein. Die Kritiker nahmen das Album teilweise enthusiastisch auf und betonten, dass im Gegensatz zu anderen posthum erschienenen Werken dieses nichts von einer Resteverwertung habe.

## Erfolg
Das Album erreichte im April 2012 für einen Monat die Chartspitze der deutschen Jazzcharts.